# La Lande-Patry
La Lande-Patry – miejscowość i gmina we Francji, w regionie Normandia, w departamencie Orne.
Według danych na rok 1990 gminę zamieszkiwało 1778 osób, a gęstość zaludnienia wynosiła 269 osób/km² (wśród 1815 gmin Dolnej Normandii La Lande-Patry plasuje się na 112. miejscu pod względem liczby ludności, natomiast pod względem powierzchni na miejscu 750.).